# Esna (Rumunia)
Esna – wieś w Rumunii, w okręgu Braiła, w gminie Movila Miresii. W 2011 roku liczyła 308 mieszkańców.